# My Hero Academia: Vigilantes
My Hero Academia: Vigilantes (ヴィジランテ -僕のヒーローアカデミア ILLEGALS- Vijirante -Boku no Hīrō Akademia Irīgarusu-?) es un manga de superhéroes escrito por Hideyuki Furuhashi e ilustrado por Betten Court. Es tanto un spin-off como una precuela del manga My Hero Academia de Kōhei Horikoshi. Fue serializado en Jump GIGA de Shūeisha en agosto de 2016, pero fue trasladado a la revista en línea Shonen Jump+ de la misma editorial, en octubre del mismo año, con sus capítulos en 15 volúmenes tankōbon partir de julio de 2022. En España está siendo publicado por Planeta Comic. Una adaptación de la serie al anime de Bones Film se estrenó el 7 de abril de 2025.

## Premisa
En un mundo donde el 80% de la población tiene superpoderes, los «héroes» son elegidos y autorizados a usar sus poderes innatos para servir a la sociedad. Pero no todos pueden ganar o recibir el título de Héroe, y aquellos que usan sus poderes sin la aprobación de la sociedad para luchar contra el mal son conocidos por otro nombre: ¡Vigilantes!

## Contenido de la obra

### Manga
Escrito por Hideyuki Furuhashi e ilustrado por Betten Court, My Hero Academia: Vigilantes comenzó a publicarse en Jump GIGA el 20 de agosto de 2016, pero se transfirió a Shōnen Jump+ después de que Jump GIGA dejara de publicarse en octubre de ese año. Shueisha recopiló capítulos en volúmenes tankōbon individuales. El primer volumen se publicó el 4 de abril de 2017. Al 4 de julio de 2022, se publicaron quince volúmenes.

### Anime
El 22 de diciembre de 2024, en el evento Jump Festa '25, se anunció una adaptación televisiva en forma de serie de anime. Está dirigida por Ken'ichi Suzuki y producida por Bones Film, con Yōsuke Kuroda escribiendo los guiones, Takahiko Yoshida diseñando los personajes y Yuki Hayashi, Shōgo Yamashiro y Yuki Furuhashi componiendo la música. Se estrenó el 7 de abril de 2025 en Tokyo MX y BS NTV. El tema de apertura es «Kekka Orai» (けっかおーらい?), interpretado por Kocchi no Kento, mientras que el tema de cierre es «Speed», interpretado por yutori. Crunchyroll obtuvo la licencia de la serie fuera de Asia.
El 19 de marzo de 2025, Crunchyroll anunció que la serie recibieron ambos doblajes tanto en español latino como en castellano, los cuales se estrenaron el 7 de abril.
Tras el episodio final de la primera temporada, se anunció una segunda temporada cuyo estreno está previsto para 2026.

## Recepción
En julio de 2019, Anime News Network incluyó a My Hero Academia: Vigilantes en su lista de «Mangas subestimados pero impresionantes».